# إدوارد روب إليس
إدوارد روب إليس (بالإنجليزية: Edward Robb Ellis)‏ هو صحفي أمريكي، ولد في 22 فبراير 1911، وتوفي في 7 سبتمبر 1998.